# Tátrai Vilmos (hegedűművész)

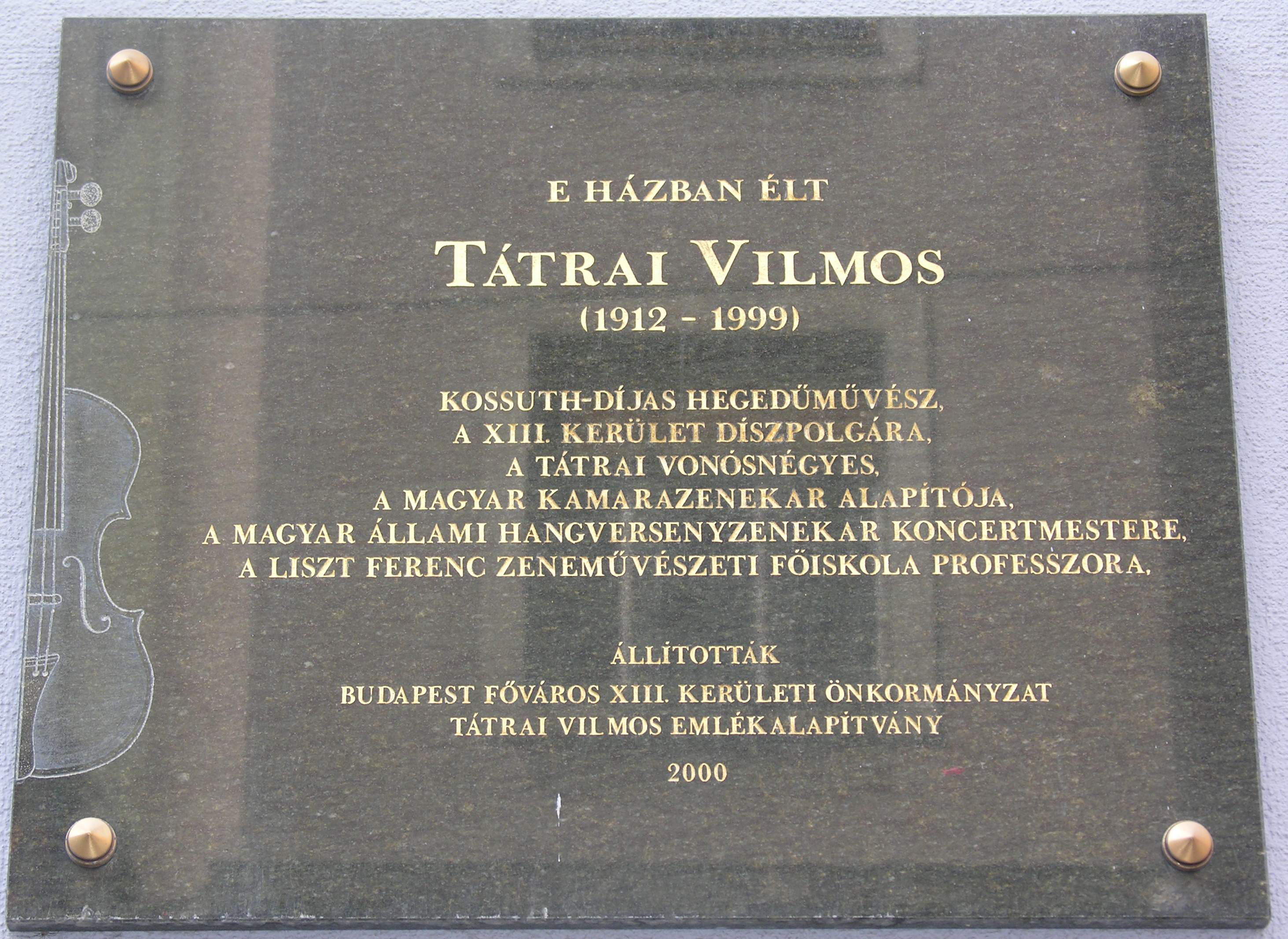
Tátrai Vilmos emléktáblája egykori lakóhelyén, Budapesten, a Raoul Wallenberg utca 4. szám alatt

Tátrai Vilmos (Kispest, 1912. október 7. – Budapest, 1999. február 2.) Kossuth-díjas (1958) hegedűművész.

## Életpályája
Felvidéki cipszer-családból származó családjában szinte mindenki zenélt amatőr fokon, így Tátrai Vilmos már hatesztendős korától hegedült, koncertezett is. Tanulmányait Kladivko Vilmosnál, Szerémi Gusztávnál, Waldbauer Imrénél, Rados Dezsőnél és Lajtha Lászlónál végezte (MÁVAG Zeneiskola, Nemzeti Zenede, Liszt Ferenc Zeneművészeti Főiskola).
1927 és 1931 között Fricsay Richárd honvédzenekarában játszott, majd színházi zenekaroknál és a Budapesti Hangversenyzenekarnál volt állásban. 1936–1937 között a Buenos Aires-i Rádiózenekar koncertmestere volt, 1940-ben Törökországban dolgozott, miközben 1940–1944 között a Székesfővárosi Zenekar, majd két évig a Rádiózenekar (1945–1946) hangversenymestere volt. 1946-tól 1978-ig (a „Ferencsik-korszak” alatt) az Állami Hangversenyzenekar koncertmestere volt. Többnyire e zenekar tagjaiból szervezte meg az 1957-ben a Magyar Kamarazenekart, amelynek szintén több mint harminc évig vezetője volt.
1946. október 8-án lépett először közönség elé a Tátrai-vonósnégyessel, akkor Rényi Albert (2. hegedű), Iványi József (mélyhegedű) és Dénes Vera (gordonka) társaságában. Ezzel az együttessel 1948-ban megnyerte a budapesti nemzetközi Bartók-kvartettverseny első díját, amely nagy nemzetközi elismerést is kiváltott. Később Szűcs Mihály, Konrád György, Várkonyi István és Banda Ede is tagja volt az együttesnek.
1971-től haláláig tanított a Zeneakadémia hegedű tanszakán.
Pályafutása alatt minden kontinensen, Európa valamennyi országában fellépett. Mintegy kétszáz lemezfelvétel, több mint hatvan magyar mű ősbemutatója fűződik a nevéhez.

## Díjai, elismerései
- 1948 – a budapesti Bartók-verseny I. díja
- 1952, 1972 – Liszt Ferenc-díj
- 1958 – Kossuth-díj
- 1966 – Érdemes művész
- 1970 – Kiváló művész
- 1985 – Bartók–Pásztory-díj
- 1999 – XIII. kerület díszpolgára